# فرحان شينسوي
عثمان فرحان شينسوي (ولد في 26 فبراير 1951 وتوفي في 31 أغسطس 2021) ممثل مسرحي وسينمائي وتلفزيوني تركي؛ بالإضافة لكونه كاتب لروايات ومقالات، ومسلسلات تلفزيونية وأفلام ووثائقيات، وهو شاعر ومؤسس فرقة مسرحية اسمها Ortaoyuncular.

## الحياة
ولد في عام 1951 في منطقة سامسون، وكانت والدة فرحان معلمة في المدرسة الابتدائية، ووالده يوسف جميل سنسوي تاجر ورئيس بلدية جارشامبا في ذلك الوقت.
بدأ حياته التعليمية في مدرسة سامسون غازي عثمان باشا الابتدائية في عام 1957 ودرس لفترة في مدرسة غلطة سراي الثانوية، التي التحق بها في عام 1961، وتخرج من مدرسة جارشامبا الثانوية في عام 1970.

## موته
في ال 31 من شهر أغسطس 2021 ليلاً الساعة 02:30، بسبب مشاكل صحية في يونيو من نفس العام، تم إجراء عملية تصوير الأوعية وتعرض لنزيف داخلي في يوليو، لفترة من الوقت كان يعالج فيها جامعة إسطنبول، كلية الطب توفي عن عمر يناهز 70 عاما بسبب أمراض الأوعية الدموية وفشل الجهاز التنفسي.

## الجوائز
- 1975 مونتريال - أفضل كاتب أجنبي (Ce Fou De Gogol)
- 1980 أفني ديليجيل - جائزة لجنة التحكيم الخاصة (أطلقوا النار على الملوك أيضًا)
- 1981 مسرح 81 - أفضل ممثل (كوميديا قديمة الطراز)
- 1987 قمم مجلة نوكتا (موسيقى سيئة)
- 1988 جائزة Ulvi Uraz (أبيع إسطنبول)
- 1988 جائزة Art Institution (أنا أبيع إسطنبول)
- 1989 جائزة أفني ديليجيل (أبيع إسطنبول)
- 1989 جائزة إسماعيل دومبولو
- 1989 جائزة نصر الدين حجة فكاهة
- 1989 جائزة لجنة التحكيم الخاصة بوزارة الثقافة
- 1991 مجلة نوكتا Doruktakiler (مع كتاب سوبر ماركت بقالة البطل ضد)
- 1993 أفني ديليجيل - المسرحية الأكثر أصالة (أن Gogol Crazy)
- 1993 جائزة Golden Lens
- 1994 جائزة İsmail Dümbüllü (يوميات مع Spectator و Kırkambar-Night Theatre Cabaret Show)
- 1995 وزارة الثقافة - أفضل مجتمع
- 1997 جائزة التواصل الأكثر نجاحًا - أفضل كاتب مقال
- 2000 أفني ديليجيل - أفضل مخرج (فيسن باتشيسو - تشيخوف سيبقى لاز لاز)
- 2001 أفني ديليجيل - أفضل كاتب (لعبة أول يد في الوسط للبيع من قبل المالك)
- 2001 جائزة Unima Traditional Turkish Theatre Service
- 2002 معهد الفنون - أفضل كاتب
- 2002 عفيفي جيل - جائزة محسن أرطغرل
- 2004 جائزة Türsak Honor (آسف)
- 2004 مجلة نوكتا ذروة
- 2005 مرحلة المحاكمة - أفضل ممثل
- 2005 جائزة نصر الدين الحاج الذهبي لضحك الحمير
- 2006 جمعية منتجي الفكاهة - أفضل سيناريو (آسف)
- 2007 جائزة İsmet Küntay - أفضل كاتب مسرحي (Fername)
- 2007 الصفحة الذهبية أفضل كتاب فكاهة في السنوات الخمس الماضية (وداع SSK)
- 2009 جوائز İsmet Küntay - أفضل إنتاج، أفضل مخرج، أفضل ممثل (2019)
- 2009 الاتحاد الدولي للاتصالات يختار جائزة الأفضل - أفضل ممثل، جائزة أفضل مسرحية (2019)
- جائزة نجوم جامعة يلدز التقنية لعام 2010 - أفضل ممثل (الاسم المستعار)
- 2011 جائزة مسرح إسطنبول الفخرية للماجستير
- 2011 جائزة شرف مؤسسة تراكى
- 2011 مؤسسة كارادينيز - جائزة أفضل ممثل مسرحي
- 2012 جوائز مسرح عصمت كونتاي - أفضل إنتاج (نصري هدجة وحمار معارضته)
- 2016 جوائز جمعية نقاد المسرح - جائزة فخرية
- 2016 جائزة الشرف للمسرح والسينما Sadri Alışik Awards

## كتبه
- دونديست ، 2020
- نايت ديسك ، 2019
- مقاومة القطط ، 2015
- الرصاص الثائر Npencil ، 2012
- فرح أنثولوجي ، 2011
- مقلاع مميزة ، 2010
- انساني مع Karagöz ، 2008
- وداعا SSK ، 2005
- حاجي الشيوعي ، 2005
- فكرة الحمار ، 2005
- رم مميت ، 2002
- جهزت مقبض قلمي بالورد ، 2001
- كاباريه هالدون تانر ، 2000
- المحاكمات ، 1998
- هناك نهضة في برجك، 1998
- دريمي ، 1997
- كتاب الفنادق 1996
- ميرور ستاير ، 1996
- أحبك جميعًا دون معرفة اللغة الإنجليزية ، 1994
- وداعا جودو ، 1993
- متجر بقالة البطل مقابل السوبر ماركت ، 1991
- أجندة ، 1985
- زوج أفيتاب إسطنبول ، 1982
- أطلقوا النار على الملوك أيضًا ، 1981
- جينر أبويل ، 1977

## أدواره
- إلى أين تتجه هذه السفينة؟
- مفتش الحكاية الخرافية
- نصري حاجه وحماره المعارض
- العاطلون يذهبون إلى الجنة
- الرجل الذي يأخذ ترامًا من روحه (2010-2011) كارل فالنتين، فرهان Şensoy
- 2019 - كوميديا خيالية غير علمية 2009-2010) (العرض الأول: السبت 24 يناير 2009 الساعة 20:00)
- Bosswalker وسائقه (2008-2009)
- الاسم 2007-2009
- باد بوي 2007 - علي كاتالباش
- المحطة الأخيرة من حبنا 2006
- لعبة القرض 2005
- سراويل طويلة كيشوت 31 مارس 2004-2005
- هل دفعتني للجنون؟ 24 أكتوبر 2003
- شخص ما يطل علينا 2002-2003
- البطل عثمان 2002-2003
- اقتلاع زيكيم زولادا 29 تشرين الثاني (نوفمبر) 2001-2002
- للبيع من قبل المالك 1. El Ortaoyunu 9 فبراير 2001-2002
- Fişne Pahçesu 2000-2002
- أنا في المطبخ الآن 12 مارس 1999-2000
- إن العيش بدون نقود مكلف 14 يناير 1999-2000
- تحقيق غريب جدا 13 مارس 1998-2000
- Haldun Taner Cabaret 1997-1998 - Haldun Taner
- مسلسل Good for Fools TV 1996 - Anca Visdei، Ferhan Şensoy
- عندما كان فيليك غبيًا ذات يوم 1995
- ثلاث أوبرا ليد 1995-1996
- أن غوغول كذبة 1994-1996
- مسرح كيركامبار الليلي 1994
- سجل الحضور 1994-1995
- الأوبرا البيزنطية القديمة 1993
- مكلف العيش بدون نقود 1993
- وداعا جودو 1992-1993
- سفينة حبنا بصدف البندق 1991 - جيهان أوكسوز
- ماتادور متعب 1990-1991 - بيير هنري كامي
- بقالة البطل مقابل السوبر ماركت 1990-1991
- مجردة سلطان 1989-1990
- دون جوان ومادونا 1988-1989 Anca Visdei
- أشياء فرهانجي 1987-2021
- كيشانلي علي ملحمة 1986 - هالدون تانر، إخراج: فرهان Şensoy (مسارح مدينة إسطنبول)
- أغنية مرور الترام 1986 - كارل فالنتين، فرهان Şensoy
- موسيقى مؤذية 1986
- الدبابير 1986 - أريستوفانيس
- Hayrola Bedstead 1985-1986
- بيكر شكرو وديلي فهاب ونوري وآخرون 1983
- لعبة تأجير 1983
- كوميديا قديمة 1983 - أليكسيف أربوزوف
- خطايا آنا السبع 1983-1984 - بيرتولت بريخت
- أعظم رومولوس ليس آخر عظيم عام 1982 - فريدريش دورنمات، فرهان Şensoy
- سوبر ماركت بقالة البطل مقابل الشرف 1981-1983
- أنا أبيع إسطنبول 1980-1985
- أطلقوا النار على الملوك أيضا 1980-1985
- عرض القيل والقال 1979 (عرض ملهى)
- دمية 1979 (عرض ملهى)
- محرك العرائس 1979 (عرض ملهى)
- توقف ولا تتكلم ولا تقل ذلك 1976
- سي فو دي جوجول 1975
- حريم كوي ريت 1975

## أفلامه
- رئيس منشق (2013)
- الدرس الأخير: الحب والجامعة - Saffet Ercan Hodja (2008)
- آسف - إبراهيم (2004) (سيناريو سينسوي)
- عندما يكسر الحظ الباب - Presidente Carlos and Kuddusi Yurdum (2004)
- وحدة كبيرة (1989)
- عارف (1986)
- مكلف العيش بدون نقود (1986)
- من لا يضرب ابنته يضرب ركبته (1977)
- الحب ليس ما تقوله (1976)

## مسلسلات تلفزيونية
- - İşler Güçler - Final bölümü (2013)
  - Boşgezen ve Kalfası - Boşgezen (1995)
  - Varsayalım İsmail - İsmail (1991)
  - Şey Bey - (1986)
  - Köşe Dönücü - Köşedönücü (1984)
  - Sizin Dersane - Adnan Pazarlama (1979)
  - Evdekiler (1978)
  - Giyim Kuşam Dünyası (1978)
  - Bizim Sınıf (1978)
  - Caniko (1976)

## أفلام تلفزيونية
- Aktör Eskisi (2004)

## أفلام دعائية
- Akbank - Akbank يبلغ من العمر 50 عامًا (1998)

## روابط خارجية
- مقابلة مع بي بي سي التركية عام 1991
- Ferhan Şensoy kavug the نسخة محفوظة 2016-05-16 على موقع واي باك مشين. ، سي إن إن ترك